# Bongo (Bhutan)
Bongo – gewog w dystrykcie Czʽukʽa, w Bhutanie. Według danych z 2017 roku liczył 3663 mieszkańców.